# Скрипаль Іван Гаврилович
Іва́н Гаври́лович Скрипа́ль (нар. 11 березня 1939, с. Скрипалі, Роменський район, Сумська область) — доктор біологічних наук, професор.

## Біографія
Іван Гаврилович Скрипаль народився 11 березня 1939 в Скрипалі Роменського району Сумської області. У 1965 році закінчив факультет захисту рослин Української сільськогосподарської академії. З 1965 року працює в Інституті мікробіології і вірусології НАН України. В 1969 році закінчив аспірантуру при Інституті мікробіології та вірусології імені Д. К. Заболотного. Від 1969 року працював в інституті вченим секретарем. Від 1983 року завідував відділом мікроплазмології, від 1984 — заступником директора з наукової роботи.. Водночас також у 1997—2003 — професор Київ. університету.народився

## Внесок у розвиток біології
І. Г. Скрипаль започаткував у країні новий напрямок — фітомікоплазмологію. Він досліджував фундаментальних основ патогенності молікутів, теоретичне і практичне підтвердження причин поліфітопатогенності одних мікоплазм і високої спеціалізації інших. Вченим досліджена молекулярна природа рецепторів мікоплазм, що стало основою для нового підходу до боротьби з мікоплазмовими інфекціями і підставою для розробки теорії про фундаментальні основи патогенності «жовтяниць» рослин. Результати цих досліджень дістали високу оцінку, а їх автори були нагороджені премією ім. Д. К. Заболотного. Під керівництвом І. Г. Скрипаля на експериментальних моделях розроблено геноспрямовані засоби контролю життєдіяльності мікоплазм на основі синтетичних олігонуклеотидів, які є перспективними для створення препаратів для лікування хвороб людини та тварин мікоплазмової етіології. 
Лауреат Державної премії України в галузі науки і техніки 2001 року — за цикл робіт «Теорія і практика створення антисигнатурних олігодезоксирибонуклеотидів як універсальних антимікробних засобів»; співавтори Алексєєва Інна Володимирівна, Єгоров Олег Володимирович, Макітрук Василь Лукич, Малиновська Лариса Петрівна, Панченко Лариса Петрівна, Серебряний Саул Бенціонович, Дубей Ігор Ярославович, Федоряк Дмитро Михайлович, Шаламай Анатолій Севастянович.

## Наукові праці
Написав понад 200 наукових праць у гадузі охорони здоров'я, у тому числі монографії з актуальних питань молекулярної біології мікоплазм, цитології і систематики. Праці І. Г. Скрипаля загальновизнані, широко цитовані у вітчизняних і зарубіжних монографіях, мають практичне використання в охороні здоров'я і ветеринарії.

## Досягнення
- 1984 — захистив дисертацію, отимав науковий ступінь Доктор біологічних наук
- 1992 — член-кореспондент НАН України
- 2003 — присуджено звання Заслужений діяч науки і техніки України